# Liste des députés européens de Finlande de la 6e législature

Cet article présente la liste des députés européens de Finlande pour la mandature 2004-2009, élus lors des élections européennes de 2004 en Finlande

## Députés européens élus en 2004
| Nom                 | Parti | Parti                           | Groupe politique | Groupe politique |
| ------------------- | ----- | ------------------------------- | ---------------- | ---------------- |
| Satu Hassi          |       | Ligue verte                     |                  | Verts/ALE        |
| Ville Itälä         |       | Parti de la Coalition nationale |                  | PPE-DE           |
| Anneli Jäätteenmäki |       | Parti du centre                 |                  | ADLE             |
| Piia-Noora Kauppi   |       | Parti de la Coalition nationale |                  | PPE-DE           |
| Eija-Riitta Korhola |       | Parti de la Coalition nationale |                  | PPE-DE           |
| Henrik Lax          |       | Parti populaire suédois         |                  | ADLE             |
| Lasse Lehtinen      |       | Parti social-démocrate          |                  | PSE              |
| Riitta Myller       |       | Parti social-démocrate          |                  | PSE              |
| Reino Paasilinna    |       | Parti social-démocrate          |                  | PSE              |
| Alexander Stubb     |       | Parti de la Coalition nationale |                  | PPE-DE           |
| Esko Seppänen       |       | Alliance de gauche              |                  | GUE/NGL          |
| Hannu Takkula       |       | Parti du centre                 |                  | ADLE             |
| Paavo Väyrynen      |       | Parti du centre                 |                  | ADLE             |
| Kyösti Virrankoski  |       | Parti du centre                 |                  | ADLE             |

## Entrants/Sortants
| Entrant             | Parti | Parti | Groupe | Groupe | En remplacement de | Date             | Motif                                                                             |
| ------------------- | ----- | ----- | ------ | ------ | ------------------ | ---------------- | --------------------------------------------------------------------------------- |
| Samuli Pohjamo      |       | Kesk  |        | ADLE   | Paavo Väyrynen     | 23 avril 2007    | Nommé ministre du Commerce extérieur et du Développement Gouvernement Vanhanen II |
| Sirpa Pietikäinen   |       | Kok   |        | PPE    | Alexander Stubb    | 3 avril 2008     | Nommé ministre des Affaires étrangères du Gouvernement Vanhanen II                |
| Eva-Riitta Siitonen |       | Kok   |        | PPE    | Piia-Noora Kauppi  | 1er janvier 2009 |                                                                                   |